# EP 4
EP 4 è il quarto EP della cantante statunitense Qveen Herby, pubblicato il 2 novembre 2018 dalla Checkbook. Dall'album è stato estratto un singolo, Alone.

## Tracce
1. Beverly Hills – 3:19
2. Alone – 3:12
3. $lp (feat. Sonya Elise) – 2:43
4. Nintendo – 3:17
5. Pray For Me (feat. Farrah Faex) – 2:42